# Модрова
Модрова (слч. Modrová) насељено је мјесто са административним статусом сеоске општине (слч. obec) у округу Ново Место на Ваху, у Тренчинском крају, Словачка Република.

## Становништво
| Година:    | 1994. | 2004.   | 2014.   | 2024.   |
| ---------- | ----- | ------- | ------- | ------- |
| Број људи: | 510   | 499     | 512     | 472     |
| Разлика:   |       | -2,15 % | +2,60 % | -7,81 % |

| Година:    | 2023. | 2024.   |
| ---------- | ----- | ------- |
| Број људи: | 471   | 472     |
| Разлика:   |       | +0,21 % |

Према подацима о броју становника из 2024. године насеље је имало 472 становника.